# Вишнёвое (Волчанский район)
Вишнёвое (укр. Вишневе; до 2016 г. — Профинте́рн) — посёлок, Гонтаровский сельский совет, Волчанский район, Харьковская область, Украина.
Код КОАТУУ — 6321682008. Население по переписи 2001 года составляет 359 (164/195 м/ж) человек.

## Географическое положение
Посёлок Вишнёвое находится между сёлами Шевченково Первое (находящемся западнее) и Радьково (находящемся южнее), недалеко от балки Волчий Яр.

## История
- 1928 — дата основания совхоза, которому было привоено имя Красного интернационала профсоюзов, созданного в СССР в 1921 году.
- Имя с совхоза перешло на село.
- В 1940 году, перед ВОВ, в Профинтерне было три отделения (вокруг Шевченково 1-го) и кирпичный завод.[1]

На некоторых картах Профинтерн был показан как часть села Первого Шевченкова Волчанского района.

## Название
В 1920-х — начале 1930-х годов в Волчанском районе и области прошла "волна" переименований значительной части населённых пунктов, в основном на левом (восточном) берегу Донца, в «революционные» названия — в честь Октябрьской революции, пролетариата, сов. власти, Кр. армии, Сов. Украины, деятелей "демократического и революционного движения" (Т. Шевченко, Г. Петровского) и новых праздников (1 мая и др.) Это иногда приводило к путанице, так как рядом могли оказаться сёла с похожими новыми названиями.
Данное село было переименовано после 1928 года по названию созданного здесь совхоза, названного именем "левого" Красного интернационала профсоюзов, который был создан в Москве в 1921 году.

## Экономика
- В селе при СССР была молочно-товарная ферма.

## Объекты социальной сферы
- Детский сад.
- Клуб.
- Стадик.
- Контора.
- Киоск.
- У Яныка.

## Достопримечательности
- Братская могила советских воинов. Похоронено 9 воинов.